# Dirphia plana
Dirphia plana är en fjärilsart som beskrevs av Walker 1855. Dirphia plana ingår i släktet Dirphia och familjen påfågelsspinnare. Inga underarter finns listade i Catalogue of Life.